# روي كوناشر
روي كوناشر هو لاعب هوكي جليد كندي، ولد في 5 أكتوبر 1916 في تورونتو في كندا، وتوفي في 29 ديسمبر 1984 في فيكتوريا في كندا.

## وصلات خارجية
- روي كوناشر على موقع دوري الهوكي الوطني (الإنجليزية)
- روي كوناشر على موقع EliteProspects.com (الإنجليزية)
- روي كوناشر على موقع HockeyDB.com (الإنجليزية)
- روي كوناشر على موقع Hockey-Reference.com (الإنجليزية)